# Estadio Efraín Tijerino
El estadio Efraín Tijerino Mazariego es un estadio de béisbol de Nicaragua que se encuentra ubicado en la ciudad de Chinandega. En este escenario, que cuenta con capacidad para 6.000 personas, hace las veces de anfitrión el equipo de béisbol del Tigres de Chinandega.
1966: año en que inició su construcción
El Efraín Tijerino Mazariego comenzó a construirse allá por 196. Las primeras obras fueron gracias a la gestión de don Efraín Tijerino Mazariego, la Alcaldía y chinandeganos como Enrique Gasteazoro Gómez, Henry Dubón, Mauricio Vílchez, Eduardo Callejas, Augusto Navarro, Mauricio Zacarías Batres y Jerónimo Ramírez, entre otros.
Desde el inicio se planeó que la construcción fuera de más de 250 mil ladrillos cuarterones, 12 mil metros de material selecto de Finca Los Amparos, de Comarca Cosmapa.
La estructura también es sólida, con hierro de la misma calidad con que se construyeron las líneas del ferrocarril.
El palco con sillas metálicas, gradas sombra y sol fue erigido para una capacidad de seis mil aficionados. Fue inaugurado para el Mundial Nicaragua Amiga 1972 en el Vigésimo Campeonato Mundial de Béisbol Amateur, “Fue una idea de mi papá, que Chinandega tuviera un estadio moderno porque el estadio Cañita ya resultaba pequeño” recordó el ingeniero Eddy Alberto Tijerino González, hijo del promotor Efraín Tijerino Mazariego.
El ingeniero Tijerino recordó que el coloso empezó a construirse en el año de 1966 cuando se hicieron los muros perimetrales, una ventolera los dañó y hubo que levantarlos. Fue en esos años que la directiva de la Junta Local de Asistencia Social sugirió a la comuna construir ahí un sanatorio.
Don Efraín Tijerino (agricultor), ofreció el terreno donde hoy se construyó este coloso. La FENIBA (con Carlos García al frente) daban una especie de ultimátum para que Chinandega, junto a Granada, Masaya y León fueran subsedes del Campeonato Mundial. En ese tiempo la empresa GRACSA, entregó la pizarra en momentos que estaba a la cabeza el funcionario chinandegano Mauricio Zacarías Batres. El Estado de Nicaragua asumió el alumbrado eléctrico.
El estadio chinandegano hoy goza de muchas remodelaciones; luces de primera, cabinas con aire condicionado y baños limpios que en su mayoría han asumido la Liga Nicaragüense de Béisbol Profesional, LNBP, el licenciado Enrique Gasteazoro, el lanzador Vicente Padilla y el Grupo Coen.